# Cosa dove
Cosa dove (Quoi où) è un dramma scritto da Samuel Beckett in francese. La prima dell'opera sarebbe dovuta andare in scena al festival di Graz, ma poiché Alan Schneider stava mettendo in scena a New York due altre sue opere e aveva bisogno di una terza, l'autore, in accordo con il festival che rinunciò alla prima, la tradusse in inglese, con il titolo What Where, e gliela mandò. Fu quindi pubblicata da Grove Press nel 1983 (insieme a Ohio Impromptu e Catastrophe) e da Faber and Faber nel 1984 nella raccolta Collected Shorter Plays. In francese venne pubblicata da Minuit nel 1986 (nella raccolta Catastrophe et autres dramaticules) e in italiano, nella traduzione di Camillo Penati, in Film seguito da Commedie brevi, Einaudi, 1985.
Nel 1984 ci fu una versione televisiva tedesca (Was Wo) e nell'aprile 1986, al Théâtre du Rond-Point di Parigi, una versione teatrale francese. La prima italiana, diretta da Giancarlo Sepe, andò in scena al festival "Versiliana" il 25 luglio 1986, all'interno dello spettacolo Buon compleanno Samuel Beckett.
A seguire ci fu una versione filmata per la regia di Damien O'Donnell (1999). Dall'opera è stata tratta anche una versione musicale composta da Heinz Holliger nel 1988.

## Trama
Una voce da un megafono poco illuminato dice: "Siamo gli ultimi cinque". Tuttavia i personaggi che appaiono sono quattro: Bam, Bom, Bim e Bem, ed entrano ed escono, facendosi continuamente domande l'un l'altro. Intanto la voce (V) scandisce il tempo annunciando le stagioni.

## Edizioni
- Samuel Beckett, What Where, in Ohio Impromptu. Catastrophe. What Where, Grove Press, New York 1983
- Samuel Beckett, Quoi où, in Catastrophe et autres dramaticules, Minuit, Paris 1986
- Samuel Beckett, Cosa dove, trad. di Camillo Pennati, in Film seguito da Commedie brevi, Einaudi, Torino 1985, pp. 103–13.
- Samuel Beckett, Cosa dove, trad. di Camillo Pennati, in Teatro completo, Einaudi-Gallimard, Torino 1994, pp. 529–39.
- Samuel Beckett, Che dove (con testo francese a fronte), trad. di Gabriele Frasca, in Le poesie, Einaudi, Torino 1999, pp. 239–57.